# Julius Bechstein
Julius Bechstein (auch Gyula Bechstein bzw. Julius Beckstein) (* im 19. Jahrhundert; † im 20. Jahrhundert) war ein Komponist von Stummfilmmusik.

## Leben
Bechstein komponierte um 1918/20 Musik zu Stummfilmen, nachdem er schon 1916 als Kinodirigent beschäftigt worden war.
Er nannte niemals seinen vollständigen Vornamen, sondern gab nur den Anfangsbuchstaben G an. Lediglich durch eine einzelne vollständige Angabe bei einem Film wird sein ungarischer Name Gyula (deutsch: Julius) erkennbar. Abwechselnd wird sein Nachname als Beckstein oder Bechstein angegeben, was seine Identität noch weiter verschleiert.
Er schrieb die Musik zu Filmen von Ernst Lubitsch, Manfred Noa, Paul von Woringen und Friedrich Zelnik.
Er besorgte Musikzusammenstellungen und verfasste Filmgesänge zum Vortrag im Lichtspieltheater.
Seine Kompositionen erschienen in den Verlagen C.M. Roehr und A.M. Schlesinger.

## Werke
a) bei Hofmeister, Musikalisch-literarische Monatsberichte:
- Beckstein, G.: Narrenlied: „Es sass am Felsenhange“ aus dem Film „Lache, Narr“ f. 1 Singst, m. Pfte. Berlin, Roehr - Hofmeister (1919)
- Beckstein, G.: Filmgesänge m. Pfte. Berlin, Schlesinger: Das Frühlingslied. Filmgesang m. Pfte od. Harfe. Berlin, Schlesinger M 1,90 n. - Hofmeister (1920)

b) bei Birett, Stummfilmmusik S. 21–22 geführt als Bechstein, G.:
- Margarete: Margarete, am Leben zerschellt. Berlin: Schlesinger 14/18
- Die Sieger: O Du mein Glück. Berlin: Schlesinger 14/18
- Das Frühlingslied: Meine Locken bleichen, aus Eugen Onegin. Berlin: Schlesinger 19/23
- Der Tänzer: Wärst Du mein. Berlin: Schlesinger 19/23
- Lache, Narr: Es saß am Felsenhange… Berlin: Roehr 19/23

## Filmografie
- 1918: Das Frühlingslied
- 1918: Die Sieger
- 1918/19: Liebeswirren. Lache, Narr...
- 1919: Bergblume
- 1919: Die Damen mit den Smaragden
- 1919: Die Fahrt ins Blaue
- 1919: Dem Glück entgegen
- 1919: Hotel Medusa
- 1919: Im Dienste der Liebe
- 1919: Der rote Sarafan
- 1919: Der Tänzer (2 Teile)
- 1919: Eine Tolle Kiste
- 1919: Wenn Freunde zu Rivalen werden
- 1920: Die Galavorstellung des Cirkus Cesare Marselli
- 1920: Die gelbe Fratze
- 1920: Romeo und Julia im Schnee

## Einzelbelege
1. ↑  Hofmeister, Monatsberichte
2. ↑  bei der Uraufführung der Messter-Produktion “Lehmanns Brautfahrt” von Robert Wiene im Mozartsaal Berlin im November 1916 vgl. Lehmanns Brautfahrt (1916) bei The German Early Cinema Database, DCH Cologne.
3. ↑   vgl. “Musikzusammenstellung: Julius Bechstein”, bei GECD #22764
4. ↑   Kompilationen von Filmbegleitmusiken aus Teilen von Werken verschiedener Komponisten; ein Beispiel ist bei Prox, Perspektiven S. 18–19 abgedruckt: die Musikaufstellung zu "Titanic" von Hansheinrich Dransmann, Berlin.
5. ↑   zum Phänomen des Gesangs im Stummfilmkino vgl. Wedel S. 69 f.
6. ↑   Adolf Martin Schlesinger, zunächst Abraham Moses Schlesinger, Berlin. Nachmals Robert Lienau (ab 1864)

| Personendaten    | Personendaten                       |
| ---------------- | ----------------------------------- |
| NAME             | Bechstein, Julius                   |
| ALTERNATIVNAMEN  | Bechstein, Gyula; Beckstein, Julius |
| KURZBESCHREIBUNG | Komponist von Stummfilmmusik        |
| GEBURTSDATUM     | 19. Jahrhundert                     |
| STERBEDATUM      | 20. Jahrhundert                     |